# Медаль Памяти 13 января
Медаль Памяти 13 января (лит. Sausio 13-osios atminimo medalis) — государственная награда Литовской Республики. Учреждена 18 декабря 1991 года законом Литовской Республики № I-2119.

## Положение о награде
Медалью награждаются литовские и иностранные граждане за защиту свободы и независимости Литвы в январе — сентябре 1991 года.

## Описание
Серебряная медаль диаметром 38 мм. На лицевой стороне медали — раненый герой поддерживаемый ангелом; справа от героя — щит с гербом Гядиминаса. В верхней части медали надпись — «13 января», внизу — «1991». С обратной стороны медали — надпись «Литва», на которой, мелким шрифтом буквы «были, есть и будем». Вверху — всадник — основная фигура герба Литвы, в нижней — дубовая ветвь. Медаль крепится к колодке, обтянутой жёлтой лентой шириной 32 мм, с чёрными и красными полосками по краям, и двумя зелёными полосками в середине.
Автор эскиза награды — скульптор Леонас Пиворюнас.
| Лицевая сторона        | Оборотная сторона        |
| ---------------------- | ------------------------ |
| Орденская планка       |                          |
| Лицевая сторона медали | Оборотная сторона медали |

## Отмена награждения Дмитрия Киселёва
3 апреля 2014 года согласно указу президента Литвы Дали Грибаускайте российский журналист и телеведущий Дмитрий Киселёв был лишён данной медали, вручённой ему в 1994 году, за то, что Грибаускайте обозначила как дискредитирование звания награждённого издевательством в эфире над фундаментальными ценностями свободы и демократии.
В тот же день российская телеведущая и журналистка Татьяна Миткова отказалась от данной медали в знак солидарности с Дмитрием Киселёвым. В эфире своей программы «Сегодня. Итоги» телеведущая сказала: «Я официально заявляю, что отказываюсь от вручённой мне тогда же медали и прошу президента Литвы госпожу Грибаускайте вычеркнуть меня из списков награждённых».
14 апреля Татьяна Миткова лишена награды декретом президента Литвы Дали Грибаускайте.